# Hero (phim 1983)
Hero làm một phim điện ảnh hành động lãng mạn năm 1983 của Ấn Độ do Subhash Ghai đạo diễn. Jackie Shroff tham gia phim với vai diễn chính Jackie, và cũng nhờ bộ phim này anh mới được công chúng biết tới. Nữ diễn viên Meenakshi Sheshadri, Hoa hậu Ấn Độ của năm 1981 tham gia phim với vai nữ chính.

## Diễn viên
- Jackie Shroff vai Jackie Dada / Jaikishan
- Meenakshi Sheshadri vai Radha Mathur
- Sanjeev Kumar vai Damodar Mathur
- Shammi Kapoor vai Shrikanth Mathur
- Amrish Puri vai Pasha
- Madan Puri vai Bharat
- Bindu vai Jamuna
- Bharat Bhushan vai Ramu
- Shakti Kapoor vai Jimmy Thapa
- Urmila Bhatt vai Sandhya Mathur
- Shaikh Azad vai Shaikh Faruk

## Tiếp nhận
Phim được coi là một siêu bom tấn tại phòng vé Ấn Độ, và Jackie Shroff cũng như Meenakshi Sheshadri đều trở thành hai ngôi sao nổi tiếng sau khi phim được ra mắt.

## Nhạc phim
| STT | Nhan đề                            | Singers                        | Thời lượng |
| --- | ---------------------------------- | ------------------------------ | ---------- |
| 1.  | "Ding Dong"                        | Anuradha Paudwal, Manhar Udhas | 08:27      |
| 2.  | "Mahobbat Ye Mahobbat"             | Suresh Wadkar, Lata Mangeshkar | 06:45      |
| 3.  | "Lambi Judaai"                     | Reshma                         | 06:26      |
| 4.  | "Nindya Se Jaagi Bahaar"           | Lata Mangeshkar                | 06:18      |
| 5.  | "Pyar Karne Wale Kabhi Darte Nahi" | Lata Mangeshkar, Manhar Udhas  | 05:55      |
| 6.  | "Tu Mera Hero Hai"                 | Anuradha Paudwal, Manhar Udhas | 08:03      |